# Grupo Gauselmann
El Grupo Gauselmann (en alemán, Gauselmann-Group) es un grupo empresarial de origen alemán dedicado principalmente a la industria de máquinas de juego, como tragamonedas. Fundada en 1957 por Paul Gauselmann, tiene sedes en Espelkamp y Lübbecke.
La compañía desarrolla, fabrica y distribuye máquinas de juego, así como también cajeros automáticos, sistemas de cambio de monedas y manejo de dinero. Además de operar una cadena de salas de juego, también desarrolla actividades en el área de las apuestas deportivas, juegos en línea, servicios financieros y casinos.

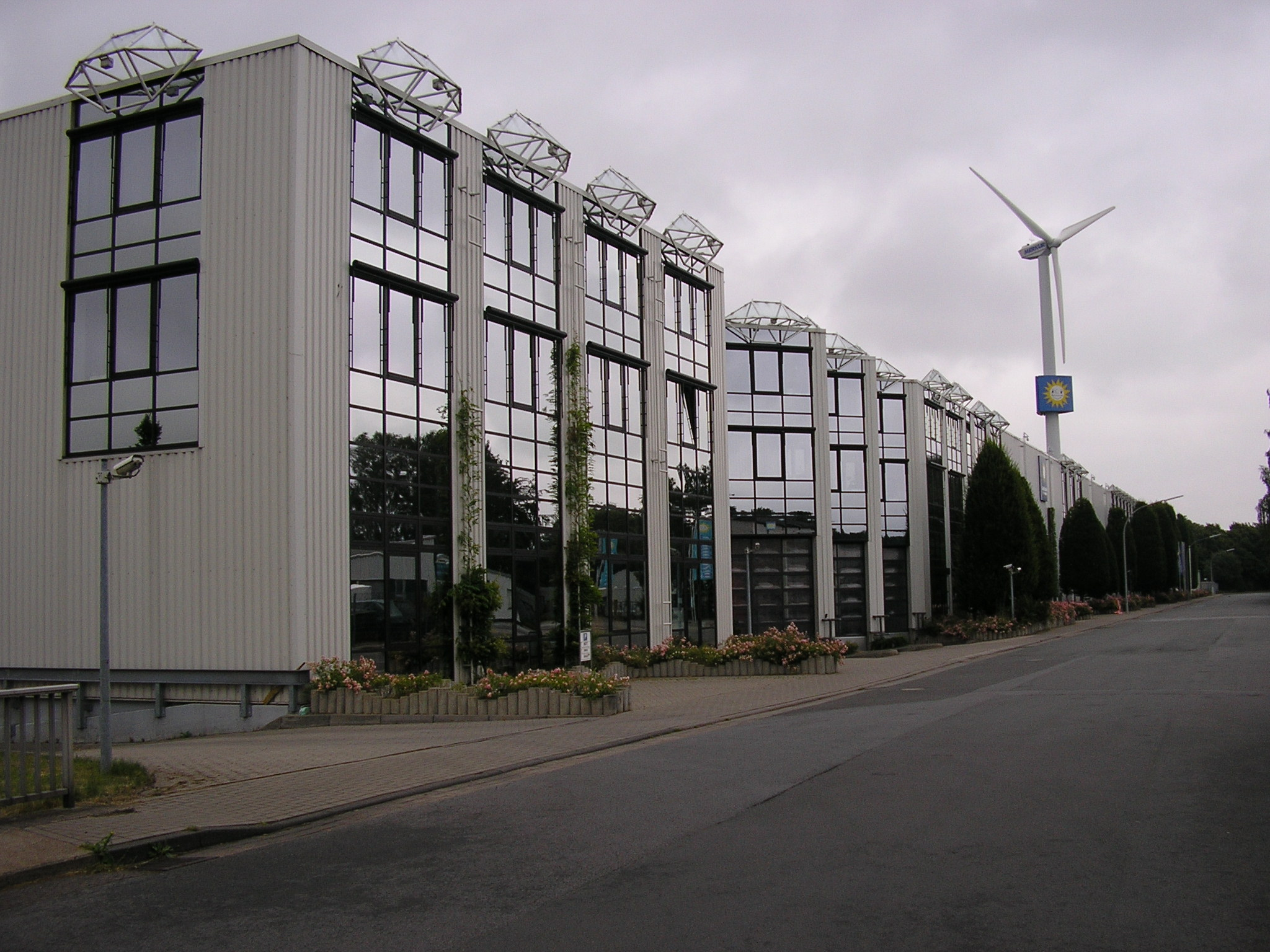
Edificio de la Compañía Gauselmann en Lübbecke

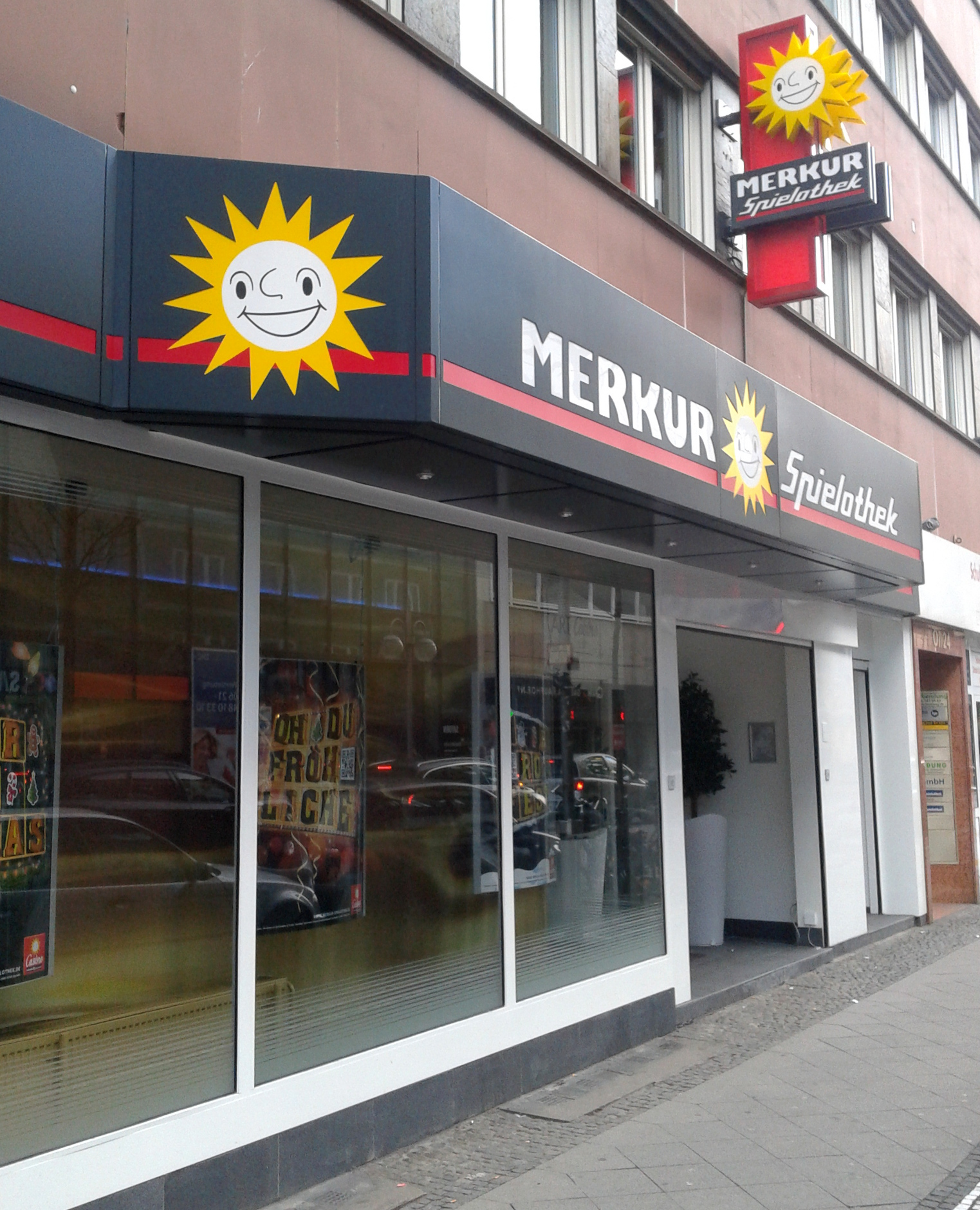
Sala de juegos de Merkur en Mannheim

## Empresas

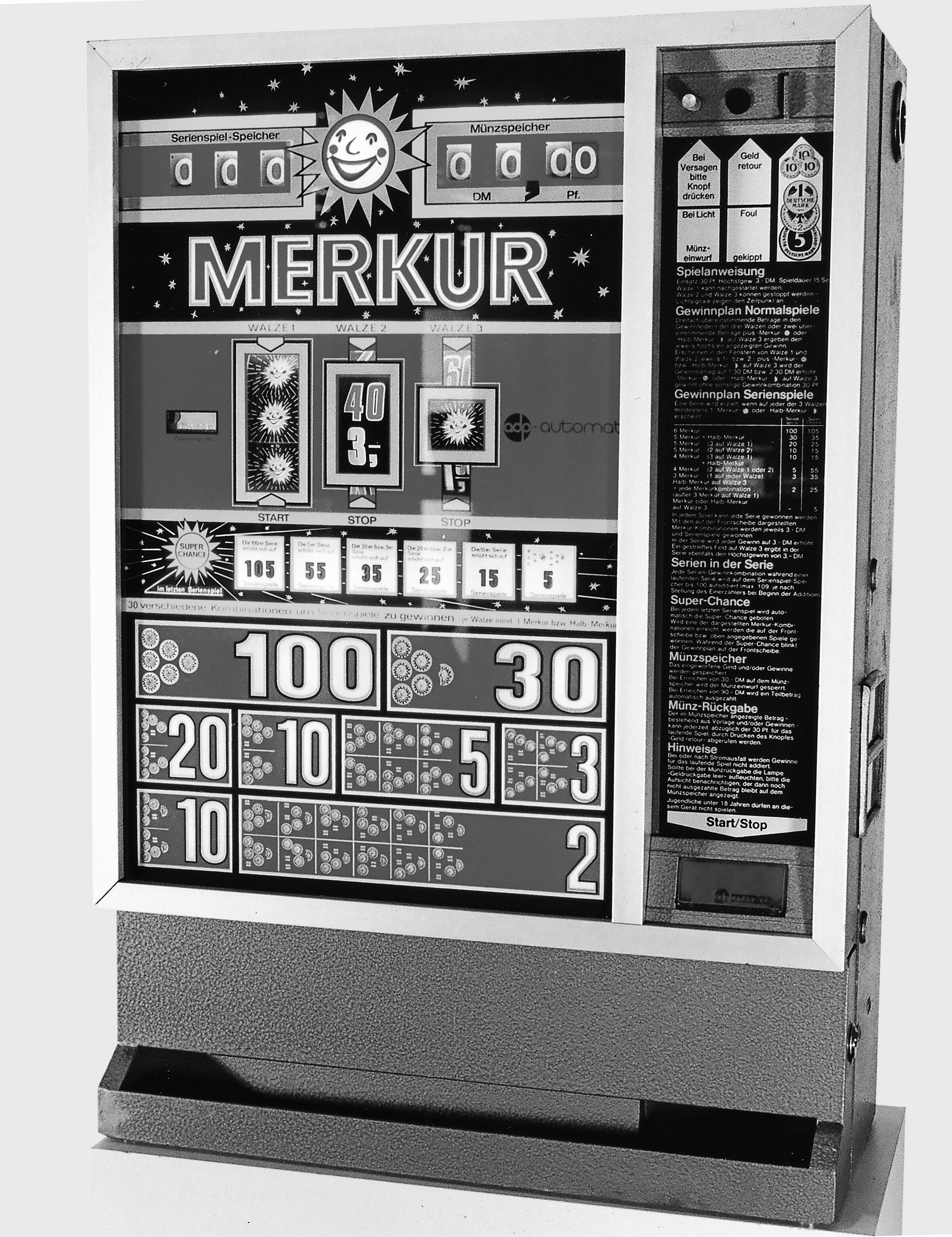
El Merkur B es el primer tragamonedas desarrollado por el propio Paul Gauselmann, el que se lanzó al mercado en 1977. Se eligió el nombre Merkur (Mercurio) debido a que 1977 fue el Año de Mercurio, dios de los comerciantes y mercaderes.

Desde 2016, el grupo está constituido como fundación de tipo familiar (Familienstiftung) a cargo de la antigua familia propietaria Gauselmann. El presidente del directorio de la sociedad anónima y portavoz del grupo es Paul Gauselmann, nacido en 1934.
Las principales empresas operativas del  Grupo Gauselmann son:
- Gauselmann AG
- Gebrüder Gauselmann GmbH
- adp Gauselmann GmbH - Desarrollo, producción y distribución de cajeros automáticos y máquinas recreativas de servicio
- adp merkur
- Gauselmann al por mayor
- CASINO MERKUR-SPIELOTHEK GmbH - Operación de salas de juego en Alemania
- CASINO MERKUR International GmbH - Operación de salas de juego y casinos en Europa
- Merkur Freizeit Leasing GmbH
- Merkur Immobilien und Beteiligungs GmbH
- BEIT GmbH - Proveedor de servicios de TI
- GEWeTe Geldwechsel- und Sicherheitstechnik
- GmbH & Co. KG - Cambiadores de dinero y cajeros automáticos
- HESS Cash Systems GmbH & Co. KG - Desarrollo, producción y venta de sistemas bancarios y de pago, así como tecnología de dinero efectivo para casinos
- Merkur Interactive GmbH - apuestas deportivas, juegos en línea y competiciones
- Schneider Automaten
- GmbH Cashpoint Agency & IT Service GmbH
- MAXCAT XTiP Servicios interactivos
- Merkur Interactive Services
- edict eGaming GmbH - Casino en línea
- Kaiser Games GmbH
- MEGA Spielgeräte Entwicklungs- und Vertriebsgesellschaft mbH & Co KG
- Blueprint Gaming Ltd.
- Merkur Dosniha S.L.
- Merkur Gaming India Pvt. Ltd.
- Lucky Nugget Gaming Pvt. Ltd.
- Grupo Praesepe
- Regal Gaming and Leisure
- Casinos Merkur Sajonia-Anhalt GmbH & Co. KG
- Betcom Ltd.
- Euro Payment Group GmbH

El volumen total de negocios de las diferentes áreas de la empresa alcanzaba en el año fiscal 2016 los 2.527 millones de euros, con una facturación de 1,7 millones de euros. Al final del año fiscal 2016 en todo el mundo el Grupo Gauselmann tenía 10.438 empleados, incluyendo 197 practicantes y becarios con titulación universitaria.

## Controversia
Entre agosto de 2004 y febrero de 2007, el fiscal de Augsburgo y más tarde el fiscal de Bielefeld fallaron en contra de cinco compañías del Grupo Gauselmann bajo sospecha de manipular las probabilidades de ganar de las máquinas de juego. El Physikalisch-Technische Bundesanstalt notó en enero de 2007 cambios estructurales en las máquinas Gauselmann, pero que estos no habrían afectado las probabilidades de los jugadores. Después de suspender temporalmente una multa, el fiscal general reanudó las investigaciones en julio de 2007. El control adulterado de los pagos a los jugadores de las máquinas no pudo ser probado, por lo que la investigación fue cerrada el 26 de marzo de 2009.
En febrero de 2011, el periódico Süddeutsche Zeitung informó en dos artículos que desde 1990 los gerentes del Grupo Gauselmann donaron más de un millón de euros a los partidos CDU/CSU, SPD, FDP y Verdes, cubriendo todo el espectro político. Paul Gauselmann pidió regularmente a sus gerentes brindar apoyo financiero a los parlamentarios para "ayudarlos a entender" la industria de las máquinas tragamonedas. Como resultado, hasta 20 de sus ejecutivos tenían cheques de donación por miles de euros, que el CEO luego envió a los parlamentarios. Según Paul Gauselmann, más de 70.000 euros debían ser gastados en donaciones en años con elecciones federales, y 50.000 euros en otros. Ya que las donaciones por diputado habrían sido inferiores al límite de 3.300 euros, para que son deducibles de impuestos cada año, estos nunca fueron publicados en los informes anuales de la compañía. El fiscal de Bielefeld detuvo una investigación contra Gauselmann en abril de 2011 al respecto.

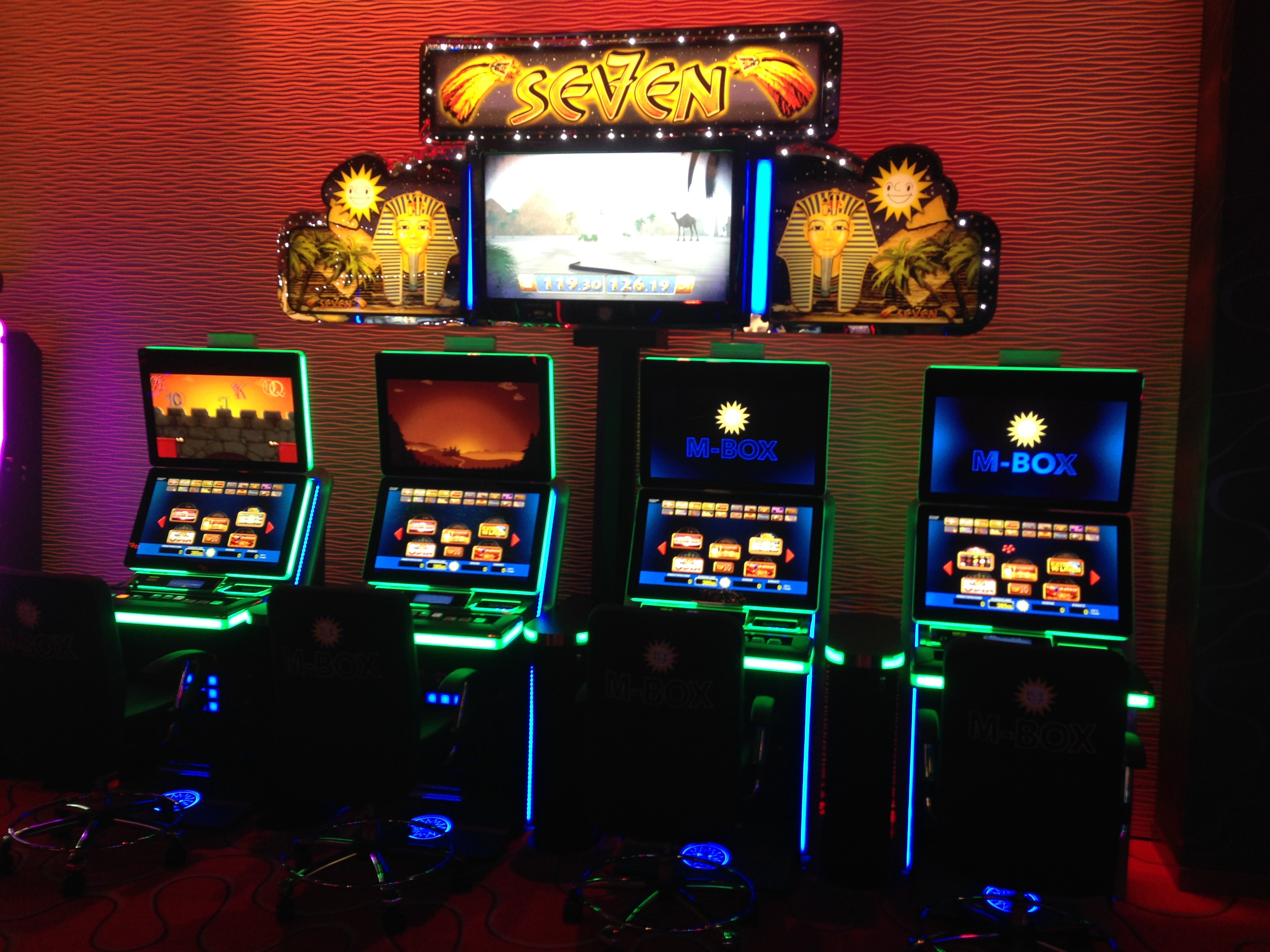
Casino de Magdeburg

En septiembre de 2012, el Grupo Gauselmann fue acusado de haber adquirido a precios excesivos acciones de dos filiales del FDP, lo que fue interpretada como una donación no declarada al partido. La empresa respondió que el precio de compra de 1,3 millones de euros se consideró apropiado en relación con el beneficio de las explotaciones. La administración del Bundestag declaró después de un examen del proceso que la sospecha de un pago de donación encubierta era infundada.
En abril de 2014, la revista Der Spiegel informó que un grupo de hackers se había aprovechado de un vacío en el software de la máquina tragamonedas Merkur, dos meses antes, y que esto habría generado un costo de diez millones de euros para la compañía.

### Paradise Papers
De acuerdo a los Paradise Papers publicados en 2017, una subsidiaria del Grupo Gauselmann en la Isla de Man habría ofrecido licencias para casinos en línea, algo que en Alemania era ilegal. Incluso se recopilaron alegaciones de ocultamiento con el fin de reducir los impuestos. Ambas alegaciones fueron rechazadas por el grupo Gauselmann.